# Victrix (Poliobrya)
Victrix (Poliobrya) – podrodzaj motyli z rodziny sówkowatych i rodzaju Victrix. Obejmuje siedem opisanych gatunków. Zamieszkują palearktyczną Eurazję.

## Morfologia
Motyle przeciętnych jak na przedstawicieli rodziny rozmiarów. Głowa ich cechuje się wypukłym czołem z niskim, stożkowatym guzkiem. Czułki u samicy są nitkowate. Ssawka zachowana jest w formie uwstecznionej i słabo zesklerotyzowanej. Przednie skrzydła są duże i trójkątne, tylne zaś zaokrąglone. Na grzbietowych powierzchniach segmentów odwłoka występują szczególnie dobrze rozwinięte czuby ze sterczących łusek. Genitalia samca cechują się mocno uproszczoną budową. Są wąskie i długie, z zaokrąglonym wierzchołkiem i z długim, dziobiastym wyrostkiem przedwierzchołkowym umieszczonym na brzusznej krawędzi. Walwa jest całkowicie pozbawiona wyrostka (harpe). Długi i walcowaty edeagus ma rurkowatą, podłużną lub wykrzywioną wezykę ze słabo zesklerotyzowanym cierniem, niekiedy umieszczonym na niewielkiej przegródce. Unkus osiąga niewielką długość.

## Ekologia i występowanie
Gąsienice są lichenofagami żerującymi na porostach z rodziny tarczownicowatych, przy czym jedynym pewnym gatunkiem żywicielskim jest żyłecznik zwisający. W europejskiej części zasięgu postacie dorosłe latają w czerwcu i lipcu. 
Podrodzaj palearktyczny, rozmieszczony w Eurazji od Europy Środkowej i Północnej po Kraj Chabarowski. Zachodnia granica zasięgu biegnie przez Polskę, Szwecję i Norwegię, przy czym jedynym gatunkiem europejskim, w tym polskim, jest V. umovii. W Azji przedstawiciele podrodzaju podawani są z Rosji, Kazachstanu, Turkmenistanu, Mongolii i chińskiego Sinciangu.

## Taksonomia
Takson ten wprowadzony został w randze odrębnego rodzaju w 1908 roku przez George’a Francisa Hampsona. Gatunkiem typowym autor ów wyznaczył Bryophila patula, opisaną w 1907 roku przez Rudolfa Püngelera. W 1989 roku Zoltán Varga i László Aladár Ronkay obniżyli omawianemu taksonowi rangę do podrodzaju w obrębie rodzaju Victrix.
Do podrodzaju zalicza się siedem opisanych gatunków:
- Victrix akbet Volynkin, Titov et Cernila, 2019
- Victrix fabiani Varga et Ronkay, 1989
- Victrix frigidalis Varga et Ronkay, 1991
- Victrix patula (Püngeler, 1906)
- Victrix surala Dvorák et Pekarsky, 2020
- Victrix svetlanae Koshkin et Pekarsky, 2020
- Victrix umovii (Eversmann, 1846)